# Афанасьев, Егор Юрьевич
Его́р Ю́рьевич Афана́сьев (род. 23 января 2001, Тверь) — российский хоккеист, левый нападающий клуба НХЛ Сан-Хосе Шаркс

## Клубная карьера

### Юниорская карьера
Афанасьев полюбил хоккей и начал играть в него после выставочного матча в Твери, на который были приглашены различные российские хоккеисты, в том числе уроженец Твери Илья Ковальчук. С 2009 по 2014 год выступал за юношескую команду московского «Динамо», а с 2014 по 2016 за юношескую команду ЦСКА. Вместе с ЦСКА Афанасьев взял первое место на Кубке Москвы, а также выиграл детское первенство между сборными федеральных округов. Егор был лучшим по статистике среди всех игроков 2001 года рождения, поэтому принял решение продолжить карьеру в США за клуб «Маскиегон Ламберджекс» из USHL, заменив Андрея Свечникова, который ушел в клуб «Барри Кольтс». За Маскигон провел 66 встреч, в которых набрал 68 очков. Сезон 2019/20 провел в клубе ОХЛ «Уинсор Спитфайрз», в 62 матчах набрал 67 очков, из которых 31 гол.

### Профессиональная карьера
На Драфте НХЛ 2019 года был выбран во 2-м раунде под общим 45-м номером командой «Нэшвилл Предаторз». 20 октября 2019 года подписал трёхлетний контракт новичка с «Нэшвиллом» на общую сумму $ 2,4 млн.
11 октября 2020 года из-за пандемии коронавируса и неизвестности начала сезона НХЛ 2020/21 был отдан в аренду московскому ЦСКА. 15 октября 2020 года подписал трехсторонний контракт до конца сезона с ЦСКА. 16 октября 2020 года провел первую встречу в МХЛ за «Красную Армию». В ней он забил 2 гола, а также буллит в послематчевых бросках. 14 ноября 2020 года сыграл первый матч в КХЛ за ЦСКА против «Сочи». В нем он заработал 2 очка, забив гол вратарю Максиму Третьяку и отдав передачу на защитника Мэта Робинсона.
Перед сезоном 2021/22 уехал в Северную Америку. В предсезонных матчах проявил себя очень неплохо, будучи одним из лидеров команды на турнире новичков, а за основную команду отметился 4 (1+3) набранными баллами за результативность в тремя матчах, также став первой звездой предсезонного матча с «Тампой-Бэй Лайтнинг», однако «Предаторз» все равно отправили молодого нападающего в фарм-клуб АХЛ «Милуоки Эдмиралс». За 74 матча в «адмиралах» Афанасьев набрал 33 (14+21) очка, став лишь седьмым бомбардиром команды.
Сезон 2022/23 также начал в АХЛ, но после 55 матчей был вызван в основную команду. Свой первый матч провёл 11 марта 2023 года против «Лос-Анджелес Кингз», выйдя на левом фланге четвертого звена вместе с Марком Джанковски и Майклом Маккэрроном, проведя один силовой приём и нанеся 2 броска в створ ворот. 10 апреля отметился своей первой заброшенной шайбой в НХЛ, в своём 17-м матче в лиге.
В «Нэшвилле» Афанасьев за два сезона провёл 19 матчей и набрал 1 (1+0) очко при показателе полезности -9. В сезоне-2023/24 игрок провёл всего два матча в НХЛ, но при этом стал лучшим бомбардиром фарм-клуба, набрав 54 (27+27) очка за «Милуоки» в регулярном чемпионате АХЛ. В плей-офф хоккеист набрал 9 (5+4) баллов в 15 матчах.
В июне 2024 года «Нэшвилл» обменял Афанасьева в «Сан-Хосе», а уже 1 августа 2024 года Афанасьев подписал контракт на три года с ЦСКА.
В мае 2025 года Афанасьев и ЦСКА достигли соглашения о расторжении контракта (спортивные права в КХЛ остались за ЦСКА), после чего Афанасьев заключил однолетний контракт с клубом НХЛ Сан-Хосе Шаркс.

## Международная карьера
В 2017 году участвовал в Мировом кубке вызова вместе со сборной России по хоккею с шайбой. В 2020 году участвовал в Кубке Карьяла и стал чемпионом вместе со сборной России. Всего Егор провёл на Кубке Карьяла 3 матча и заработал 4 очка, из которых 2 гола.
На МЧМ-2021 стал вторым снайпером и бомбардиром сборной России, набрав в семи матчах 5 (2+3) очков.